# جوی لورن آدامز
جوی لورن آدامز (انگلیسی: Joey Lauren Adams؛ زادهٔ ۹ ژانویهٔ ۱۹۶۸) هنرپیشه و کارگردان اهل ایالات متحده آمریکا است. وی از سال ۱۹۹۱ میلادی تاکنون مشغول فعالیت بوده‌است. از فیلم‌هایی که وی در آن نقش داشته‌است، می‌توان به پاساژگردها، به دنبال امی، سر مخروطی‌ها، کشنده، اس.اف.دبلیو، مکانی خشک و خنک، بزرگ خالی، طرح و جدایی اشاره کرد.